# Liściec

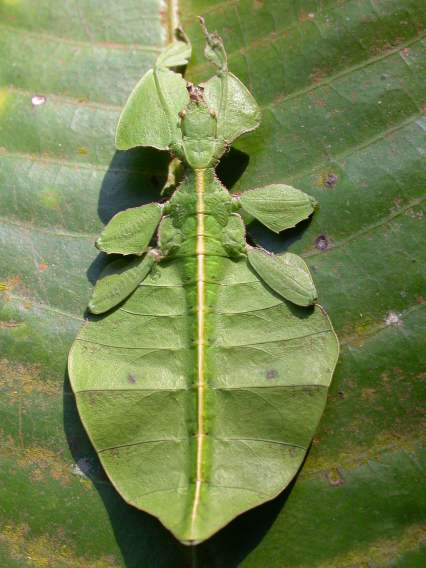
Phyllium bioculatum (liściec dwuoki)

Liściec (Phyllium) – rodzaj owadów z rzędu straszyków.
Liśćce do złudzenia przypominają nadgryziony liść, co pozwala być niewidocznym wśród wielu drzew liściastych. Przybierają kolor i wygląd zależnie od otoczenia, w którym się znajdują. Chronią się w ten sposób przed drapieżnikami. Kiedy poczują się zagrożone zaczynają kołysać się na boki udając kołyszący się na wietrze liść, kiedy zostaną podrażnione opadają bezwładnie na ziemię pozostając w bezruchu. 
Rozmnażają się płciowo i partenogenetycznie, w ciągu swego dorosłego życia składają zależnie od gatunku kilkadziesiąt - kilkaset jajeczek, z których wykluwają się młode liśćce. Do tej pory odkryto około sto gatunków liśćców.
Jednym z gatunków liśćców najczęściej spotykanym w hodowli to Phyllium siccifolium (liściec jesienny).
Rzadziej spotykane gatunki to: Phyllium bioculatum (liściec dwuoki), Phyllium giganteum (liściec olbrzymi) i Phyllium celebicum.